# Titus van Rijn

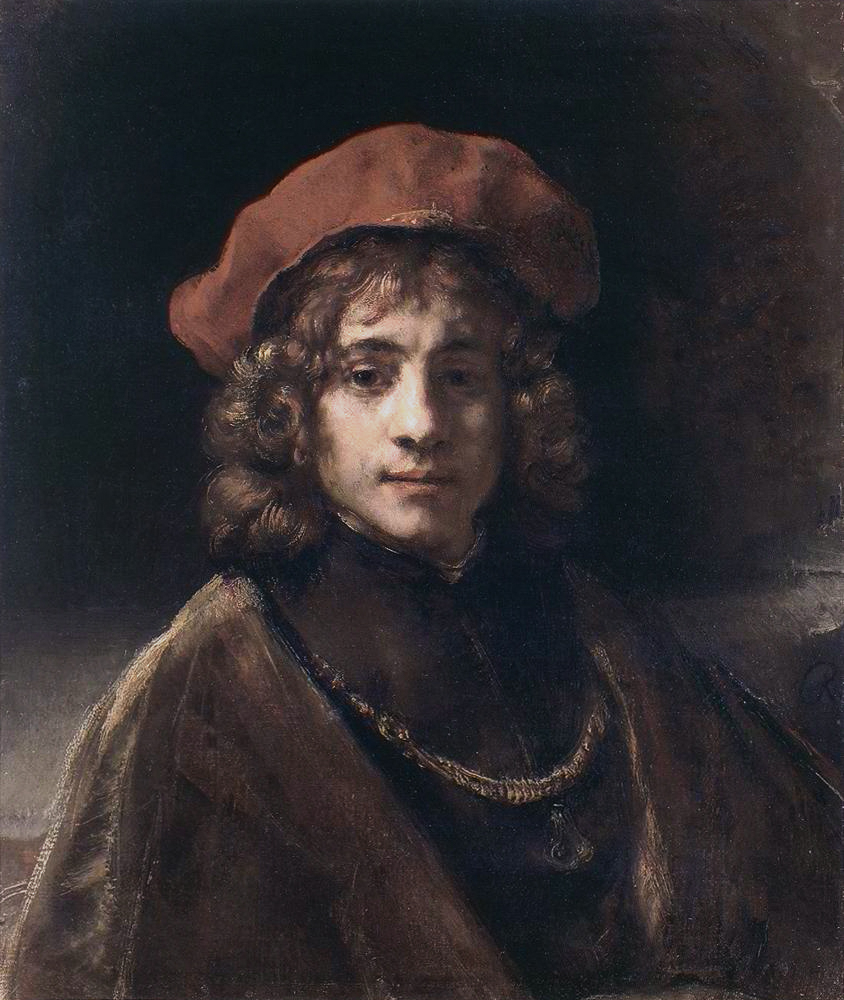
Portret Titusa z 1658 Wallace Collection, Londyn

Titus van Rijn (ur. 22 września 1641 w Amsterdamie, zm. 1668 tamże) – syn malarza Rembrandta Harmenszoona van Rijn i jego pierwszej żony Saskii van Uylenburgh. Wizerunek Titusa jest znany z wielu portretów namalowanych i narysowanych przez jego ojca. 
W 1668 Titus ożenił się z Magdalena van Loo (1641-1669). Jej ojciec Jan van Loo, był złotnikiem specjalizującym się w wyrobach ze srebra zaś Gerrit van Loo, jego wuj, był prawnikiem Het Bildt. Titus wraz z Magdaleną mieszkali w domu matki przy kanale Singel w stolicy Holandii. Mieli jedno dziecko: Titię (1669-1715). 
Titus van Rijn zmarł jeszcze za życia Rembrandta 1668 i został pochowany w Westerkerk w Amsterdamie. Jego małżonka i teściowie zmarli rok później. Titia wyszła za mąż w 1686 za Francois Van Bijlera. 
Znane są cztery portrety Titusa, ponadto Rembrandt namalował Portret młodego mężczyzny, oraz Portret Młodzieńca znajdujące się w zbiorach Norton Simon Art Foundation w Pasadenie, przy czym identyfikacja Titusa nie jest pewna.

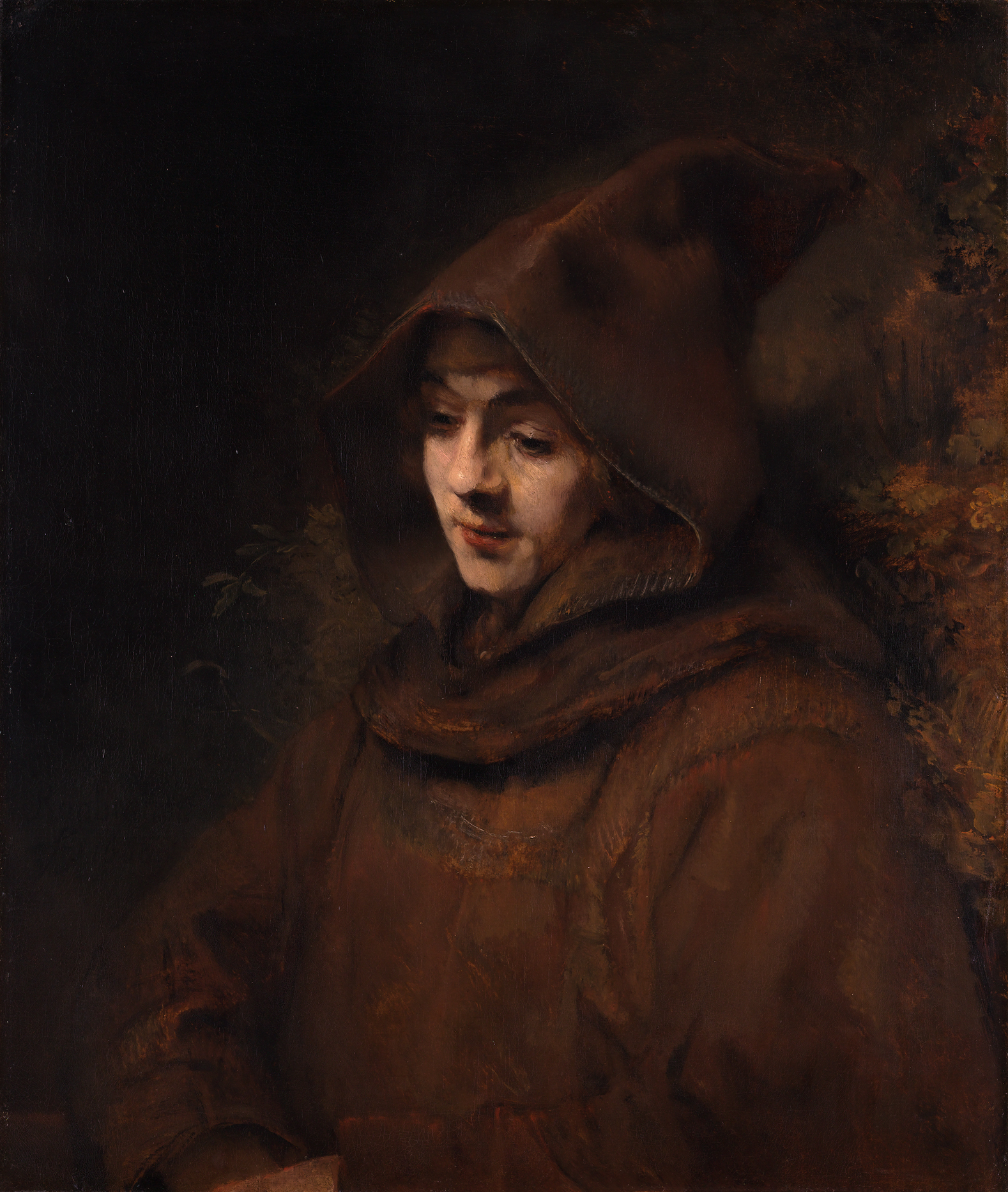
Titus w habicie 1660, Amsterdam, Rijksmuseum
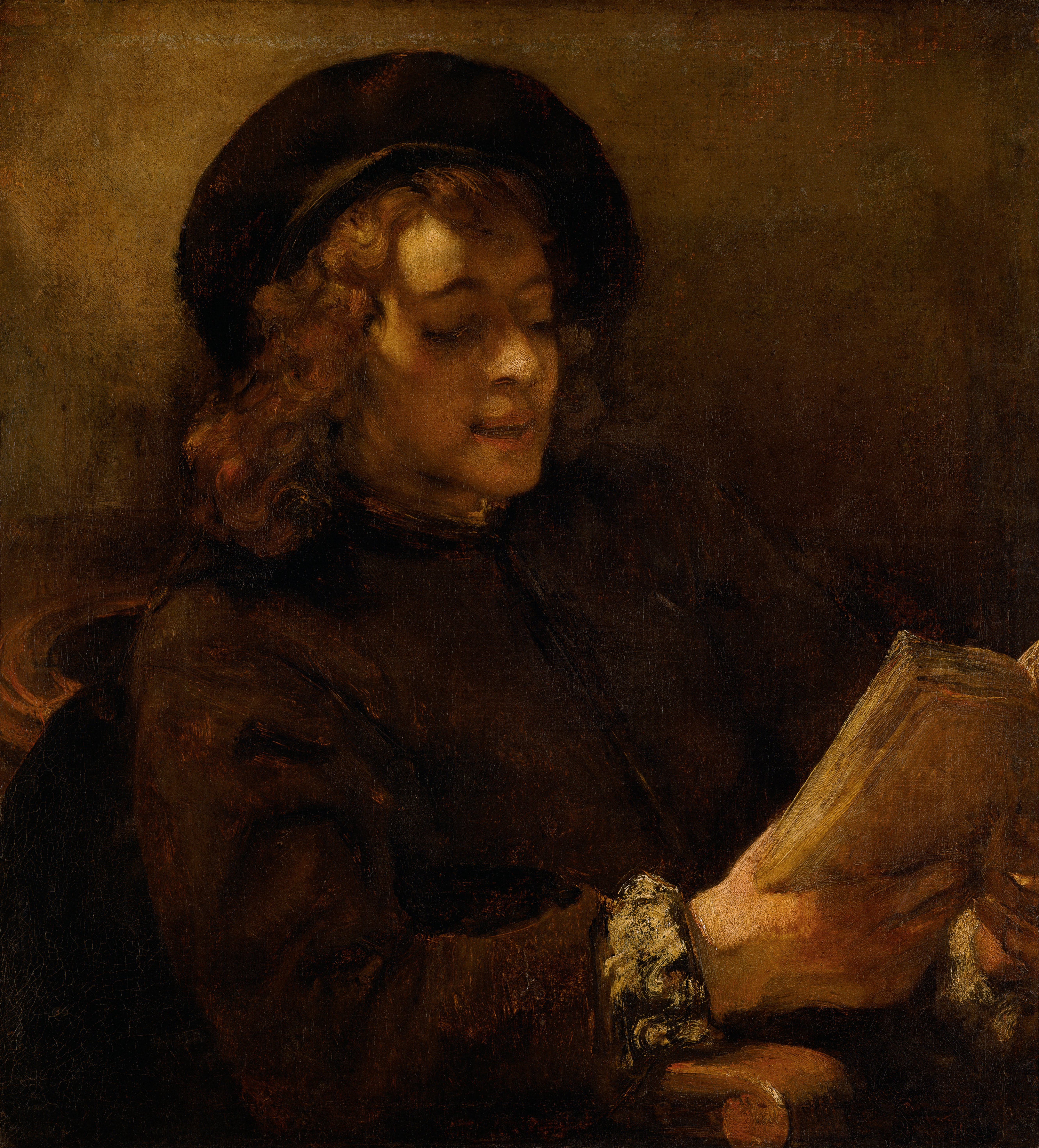
Titus czytający ok. 1657-1658, Muzeum Historii Sztuki w Wiedniu
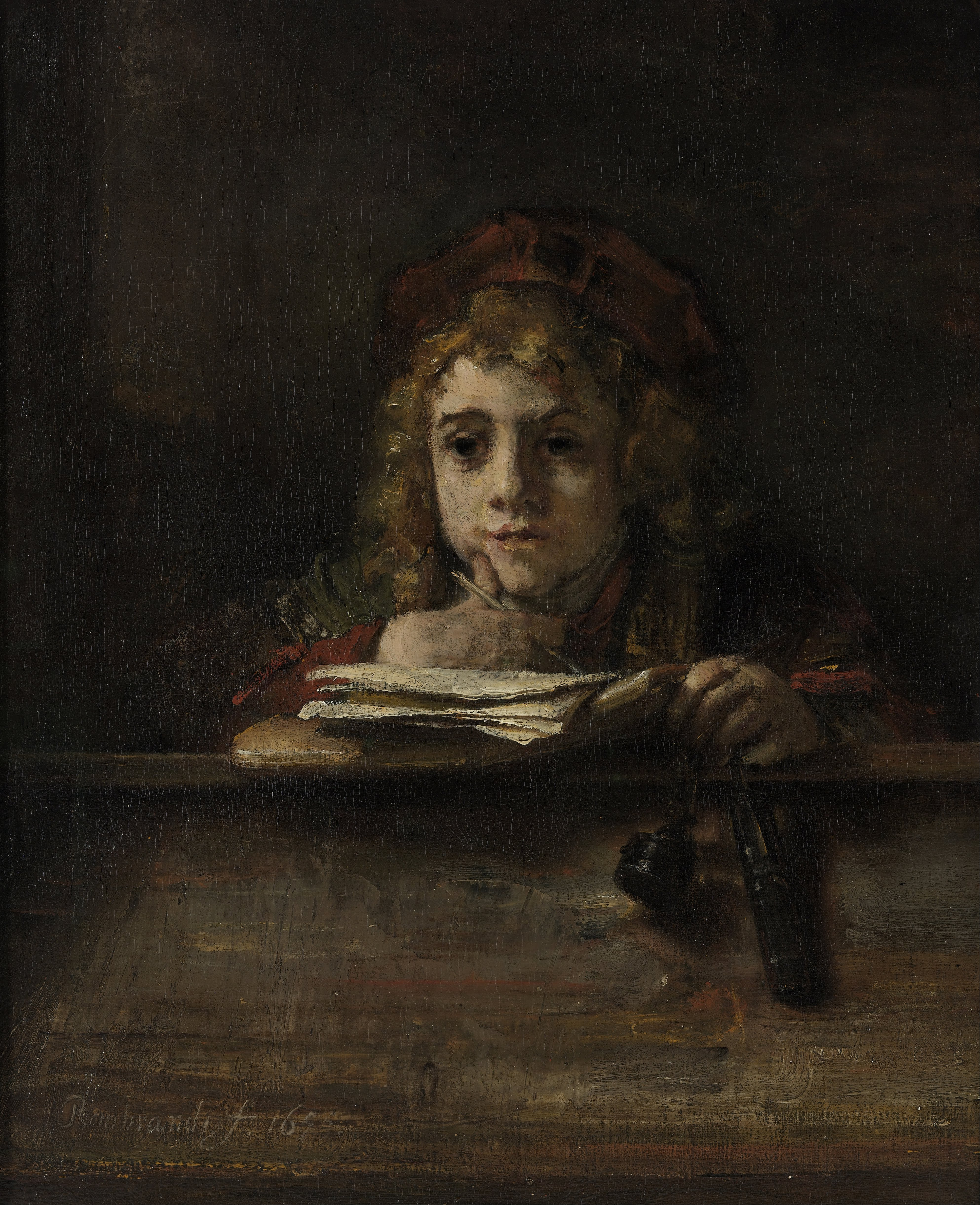
Titus jako uczeń 1655, Rotterdam, Museum Boijmans Van Beuningen,
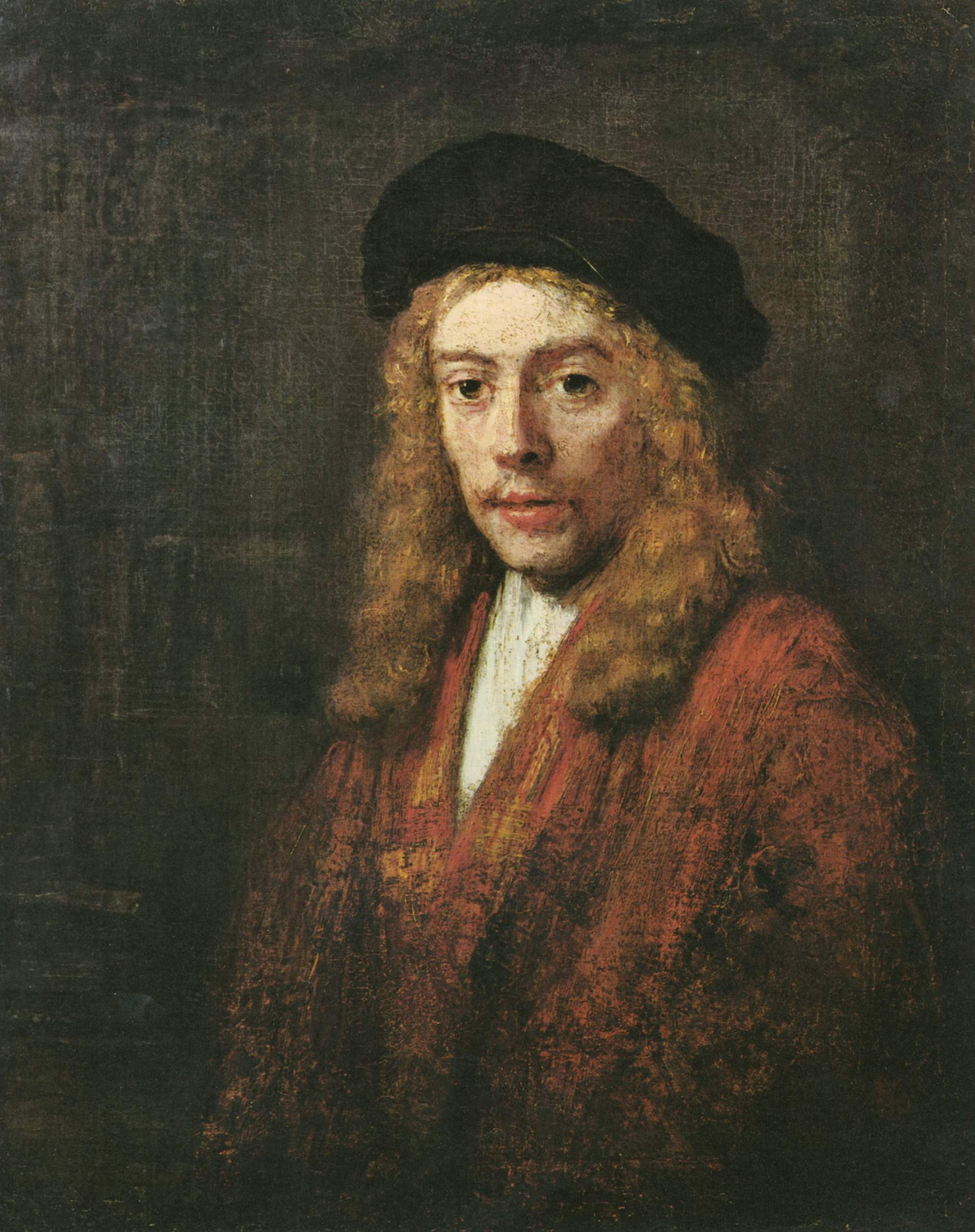
Portret młodego mężczyzny po 1650, Londyn, Dulwich College Picture Gallery